# Binyamin Zeev Kahane
Binyamin Zeev Kahane (en idioma hebreo: בנימין זאב כהנא) 3 de octubre de 1966 - 31 de diciembre de 2000) fue un rabino ortodoxo israelí e hijo del rabino  Meir Kahane.

## Historia
Nacido en la ciudad de Nueva York, emigró a Israel con su familia a la edad de cuatro años, en 1971. Era un joven erudito y rabino judío ortodoxo israelí que era famoso por su liderazgo del grupo Kahane Chai, un partido político ilegalizado de extrema derecha que  rompió con el partido Kach de su padre, el rabino supremacista Meir Kahane, después del asesinato del Rabino Meir Kahane, en 1990. Zeev fue condenado varias veces por los tribunales de justicia israelíes por defender la violencia en contra de los ciudadanos árabes israelíes.
Kahane fue el autor de la Hagadá de la idea judía, un comentario basado en las enseñanzas religiosas de su padre sobre la Hagadá de Pésaj, leídas en el Séder de Pésaj. Zeev escribió un comentario sobre una porción de la Santa Torá llamado Darka Shel Torá ("El Camino de la Torá") que se distribuyó con la parashá de la semana, la porción semanal de la Santa Torá. Zeev y su esposa Talia fueron asesinados a tiros cerca del asentamiento israelí de Ofra el 31 de diciembre de 2000.
La emboscada tuvo lugar en la carretera 60, a unos 15 km (9,3 millas) al norte de Jerusalén, justo antes de llegar al asentamiento de Ofra. Cinco de los seis hijos de la pareja estaban en la furgoneta cuando fueron alcanzados por disparos de fusiles automáticos. Binyamin (el conductor) murió y el vehículo perdió el control y se estrelló contra una pared, su esposa Talia murió en la ambulancia, de camino hacia el hospital de Jerusalén.
Posteriormente, la oficina del Primer ministro de Israel anunció el arresto de tres miembros de la Fuerza 17 de Al-Fatah (Talal Ghassan, Marzouk Abu Naim y Naman Nofel) que se creía que habían llevado a cabo el ataque bajo instrucciones de un oficial de la Organización para la Liberación de Palestina (OLP), el coronel Mahmoud Damra. Sin embargo, en 2007, Khaled Shawish fue arrestado por el ataque.